# Trường Tân

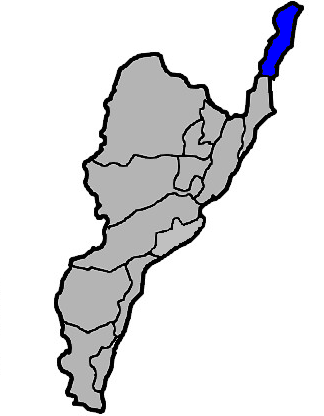
Vị trí tại Đài Đông

Trường Tân (tiếng Trung: 長濱鄉; bính âm: Zhǎngbīn Xiāng) là một hương (xã) của huyện Đài Đông, tỉnh Đài Loan, Trung Hoa Dân Quốc (Đài Loan). Trường Tân có nền kinh tế phụ thuộc vào nông ngư nghiệp với thành phần cư dân chủ yếu là thổ dân Đài Loan. Diện tích của Trường Tân là 155.1868 km², dân số vào tháng 8 năm 2011 là 8.094 người thuộc 2.927 hộ gia đình, mật độ cư trú đạt 52,2 người/km².